# Risto Pellinen
Risto Pellinen, född 21 januari 1944 i Helsingfors, är en finländsk rymdfysiker. 
Pellinen blev professor vid Helsingfors universitet 1989 och chef har även varit chef för avdelningen för geofysik vid Meteorologiska institutet i Gumtäkt. Han har bedrivit forskning om jonosfären, magnetosfären och norrsken och har varit en av de främsta i uppbyggnaden av finländsk rymdforskning.